# Moto G4
Moto G4 (sovint estilitzat Moto G4) és un telèfon intel·ligent Android desenvolupat per Motorola Mobility, una divisió de Lenovo. Descobert el 17 de maig del 2016, com a successor de la tercera generació.
El Moto G4 alliberat a disponibilitat ampla dins Brasil i Índia el mateix dia. Va ser alliberat als Estats Units el 28 de juny del 2016, amb alliberaments en altres mercats per seguir més tard.
Els telèfons rebran pegats de seguretat d'Android, però no mensuals.

## Models

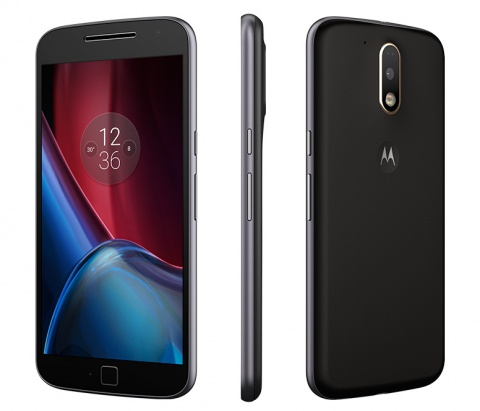
Moto G4 Plus

El Moto G4 és disponible en un model estàndard, el Moto G4 Play, i el Moto G4 Plus. El Play és un model de final baix amb una càmera de final baix i una resolució de pantalla més baixa. La base Moto G4 és un estàndard, seient entre el Play i el Plus. El Plus és un model de prima de quarta generació Moto G que té un reconeixement d'empremta dactilar en el front. Presenta una càmera posterior de 16 megapíxels amb fase infraroja-detecció autofocus, fins a 4 GB de RAM i fins a 64 GB d'emmagatzematge intern.
|                                   | Moto G4 Play             | Moto G4                                   | Moto G4 Plus                                     |
| --------------------------------- | ------------------------ | ----------------------------------------- | ------------------------------------------------ |
| Processador                       | Snapdragon 410 a 1.2GHz  | Snapdragon 617 a 1.5GHz                   | Snapdragon 617 a 1.5GHz                          |
| Nuclis de processador             | 4 nuclis                 | 8 nuclis                                  | 8 nuclis                                         |
| GPU                               | Adreno 306               | Adreno 405                                | Adreno 405                                       |
| RAM                               | 2 GB                     | 2 GB                                      | 2, 3 o 4 GB                                      |
| Resolució de pantalla             | HD (1280 x 720)          | Full HD (1920 x 1080)                     | Full HD (1920 x 1080)                            |
| Mida de pantalla                  | 5", 294 ppi              | 5.5", 401 ppi                             | 5.5", 401 ppi                                    |
| Càmera posterior                  | 8 MP f/2.2 1080p30 vídeo | 13 MP f/2.0 1080p30 vídeo w/ càmera lenta | 16 MP f/2.0 PDAF i làser autofocus 1080p30 vídeo |
| Bateria                           | 2800mAh                  | 3000mAh w/ TurboPower Cobrant             | 3000mAh w/ TurboPower cobrant                    |
| Reconeixement d'empremta dactilar | No                       | No                                        | Sí                                               |